# Айдар Халім
Айдар Халім (башк. Айҙар Хәлим, тат. Айдар Хәлим (Хәлимов, Борис Нәҗметдин улы); народився  1942) — татарський і башкирський письменник, поет, драматург, журналіст. Член Спілки письменників СРСР з 1976 року, голова Міллі Меджлісу Татарського Народу в 1997—2001 роках, учасник ліквідації аварії на Чорнобильській АЕС, кавалер міжнародного ордена Білого Хреста Лицарів культури та захисту життя на Землі (Амстердам, Голландія).

## Біографія
Народився 1942 р. у селі Малі Каркали Міякинського району Башкирської АРСР. У сім'ї було четверо дітей. Батько, сільський учитель, наприкінці війни загинув при визволенні Словаччини від фашистської окупації. Мати померла зарано. У 1946 р. з голоду помер середній брат Ніяз. Майбутній поет у чотирирічному віці опинився у дитячому притулку. Після школи, здобувши спеціальність у місті Октябрьском, працював помічником бурильника у калмицьких степах. Служив у армії. Поєднуючи роботу двірника та сторожа дитсадка комбінату «Спартак», 1968 року закінчив очне відділення журналістики Казанського університету.
Будучи вже відомим молодим поетом, поїхав на будівництво Нижньокамського нафтохімкомбінату. Працював інженером з технічної інформації. За захист прав татарського народу в межах його власної автономії зазнавав переслідувань, негласного нагляду, а також заборони друку. Незабаром був звільнений «за скороченням штатів», хоча як молодий фахівець користувався законодавчим імунітетом від усіляких звільнень та скорочень. Працював теслею на будівництві комбінату.
У 1971 році А. Халім повернувся до БАРСР і переїхав до м. Уфа, де працював журналістом у республіканській газеті «Рада Башкортостани», старшим інженером управління Урало-Сибірським магістральними нафтопроводами, помічником головного режисера з літературної частини Башкирського академічного театру драми імені Мажита Гафурі.
У 1976 р. був прийнятий до членів Спілки письменників СРСР. У 1985 р. закінчив дворічні Вищі літературні курси з жанру драматургії у Москві.
У 1991 р. на запрошення керівництва та громадськості А. Халім переїхав до м. Набережні Челни та до 1995 р. очолював літературно-художній та суспільно-політичний журнал «Аргамак».
У вересні 2015 року стосовно Халімова було порушено кримінальну справу за статтею 282 КК РФ («Порушення ненависті або ворожнечі, а також приниження людської гідності»). Причиною кримінального переслідування стали його заяви про расову неповноцінність російського народу.

## Творчість
Писати почав рано. Перший вірш надруковано, коли автору було 15 років. Видав 15 книг (1989 року), що вийшли башкирською, татарською та російською мовами. Автор трьох п'єс, знятих зі сцени за вказівкою влади одразу після прем'єри. Публікувався в газетах «Правда», «Красная Звезда» (укр. «Червона зірка»), «Гудок», «Літературна Росія», в журналах «Дружба народів», «Урал», «Вожатий».
Публіцистичні нариси «Мова моя — друг мій …» (1988), «Книга печалі» (1989) і «Боза-боза паспортні, арттиррабиз башкортни …», фейлетон «Гомеремнећ ун кљне, яки бер ќинаять эзеннђн» (1996); «Татар кануни» (1996) присвячені національній політиці Радянської держави та Російської Федерації щодо татар.
Збірники віршів «Беренселәр» (башкирською мовою), «Вітер листя», повісті «Өч аякли ат», «Казлар көткәндә», «Татар моңи» та ін. (Татарською мовою).
З вісімдесятих років ХХ сторіччя А. Халім стає відомим і у драматургії. За його п'єсами у Башкирському академічному театрі драми ім. М. Гафурі було поставлено спектакль «Джанчишма» (1983), а Башкирському театрі ляльок — спектакль «Біктириш» (1987).

## Заборона книги у Росії
Книга Айдара Халіма «Вбити імперію!» (Кіпаріс додому повернувся, або «Чи хочуть російські війни»), 1997, видавництво «Калкан» рішенням Набережно-Чолнінського міського суду Республіки Татарстан від 30.05.2017 внесено до Федерального списку екстремістських матеріалів під п.4196.

## Нагороди
- Медаль «За доблесну працю» (2017 рік)[8].
- Заслужений діяч мистецтв Республіки Татарстан (2012)[2].
- Медаль «На згадку 1000-річчя Казані» (2005 рік)[2].